# Afroxyrrhepes brevifurca
Afroxyrrhepes brevifurca is een rechtvleugelig insect uit de familie veldsprinkhanen (Acrididae). De wetenschappelijke naam van deze soort is voor het eerst geldig gepubliceerd in 1943 door Boris Petrovich Uvarov.